# KiewExpoPlaza
Das KiewExpoPlaza (ukrainisch КиївЕкспоПлаза) ist ein internationales Messe- und Kongresszentrum nahe der ukrainischen Hauptstadt Kiew.
Im 2003 eröffneten KiewExpoPlaza finden jedes Jahr mehr als 100 nationale und internationale Ausstellungen statt, von denen viele durch die Global Association Exhibition Industry (UFI) zertifiziert sind und die von 600.000 Menschen besucht werden. Über 6000 nationale und mehr als 2000 internationale Unternehmen aus 50 Nationen stellen jährlich auf den verschiedenen Messen ihre Produkte vor.

## Lage
Das Messegelände lag zunächst im Westen Kiews in der Saljutna-Straße (вул. Салютна) im Rajon Schewtschenko nahe der Metro-Station Nywky (Нивки). Heute befindet es sich 25 km westlich der Stadt in Beresiwka (Butscha).